# Ptačinec velkokvětý
Ptačinec velkokvětý (Stellaria holostea) je vytrvalá bylina z čeledi hvozdíkovitých.

## Popis
Jedná se o trsnatou rostlinu s tenkým plazivým oddenkem, na němž rostou až 10 cm dlouhé, odstálé, úzké, čárkovitě kopinaté přisedlé listy, jež zůstávají zelené i v zimě. Spodní část lodyhy je čtyřhranná. Dorůstá výšky 15–30 cm a kvete vidličnatým květenstvím na dlouhých květních stopkách od dubna do června. Korunní lístky jsou 10–15 mm dlouhé a rozeklané až ke středu se třemi čnělkami. Kulovitá tobolka má šest chlopní.
Když stonek zastaví růst a zakončí se květem, růst navazuje dvěma proti sobě postavenými postranními větvemi, které se dále rozdvojují a vytvářejí tak vidlicovitou stavbu.
Příbuzný ptačinec hajní má listy srdčitě vejčité a řapíkaté.

## Výskyt
Hojně roste v sušších listnatých a smíšených lesích od nižších poloh až po střední horské, dává přednost hlinitým půdám. Vyskytuje se po celé Evropě s výjimkou Skandinávie a Pyrenejského poloostrova.

## Synonyma
- latinsky: Alsine holostea
- česky: ptačinec velekvětý (Čelakovský 1879), hvězdnice plevovitá (Opiz 1852), ptačinec plevelovitý (Sloboda 1852), hvězdnice plevelovitá (Presl 1819)[4]

## Další fotografie

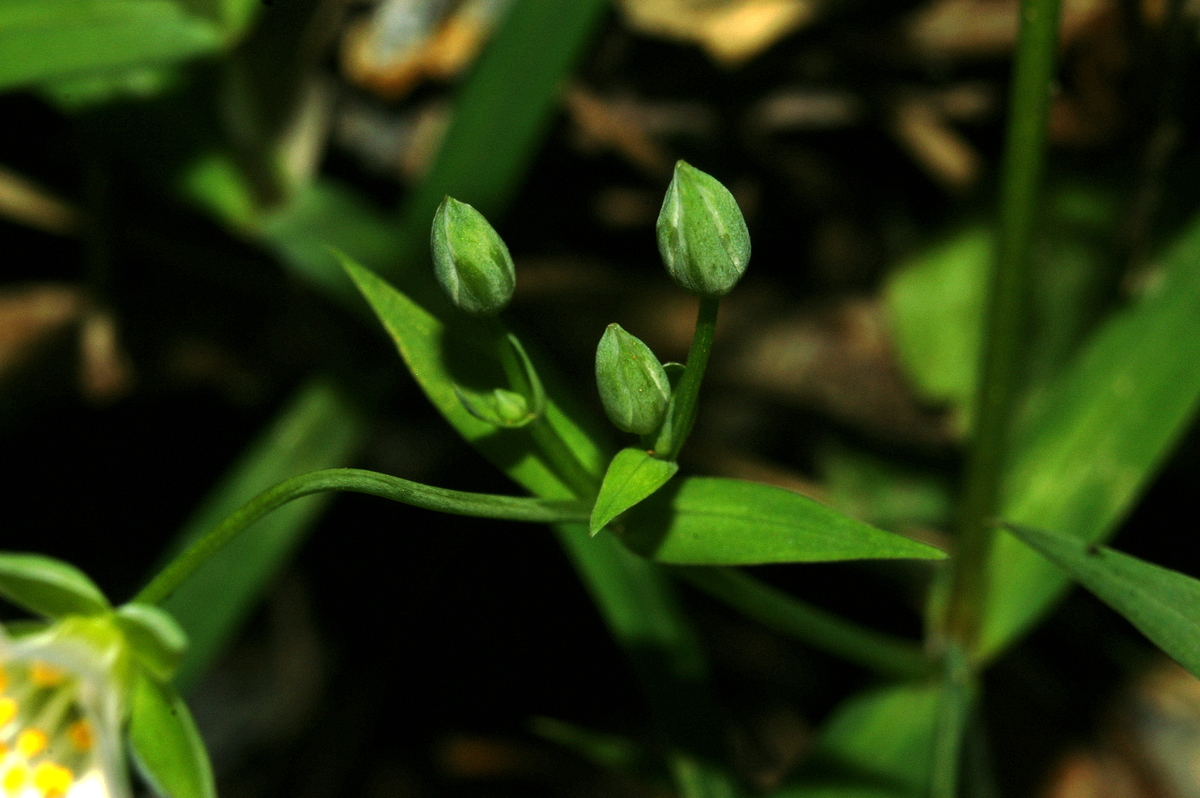
Detail poupat
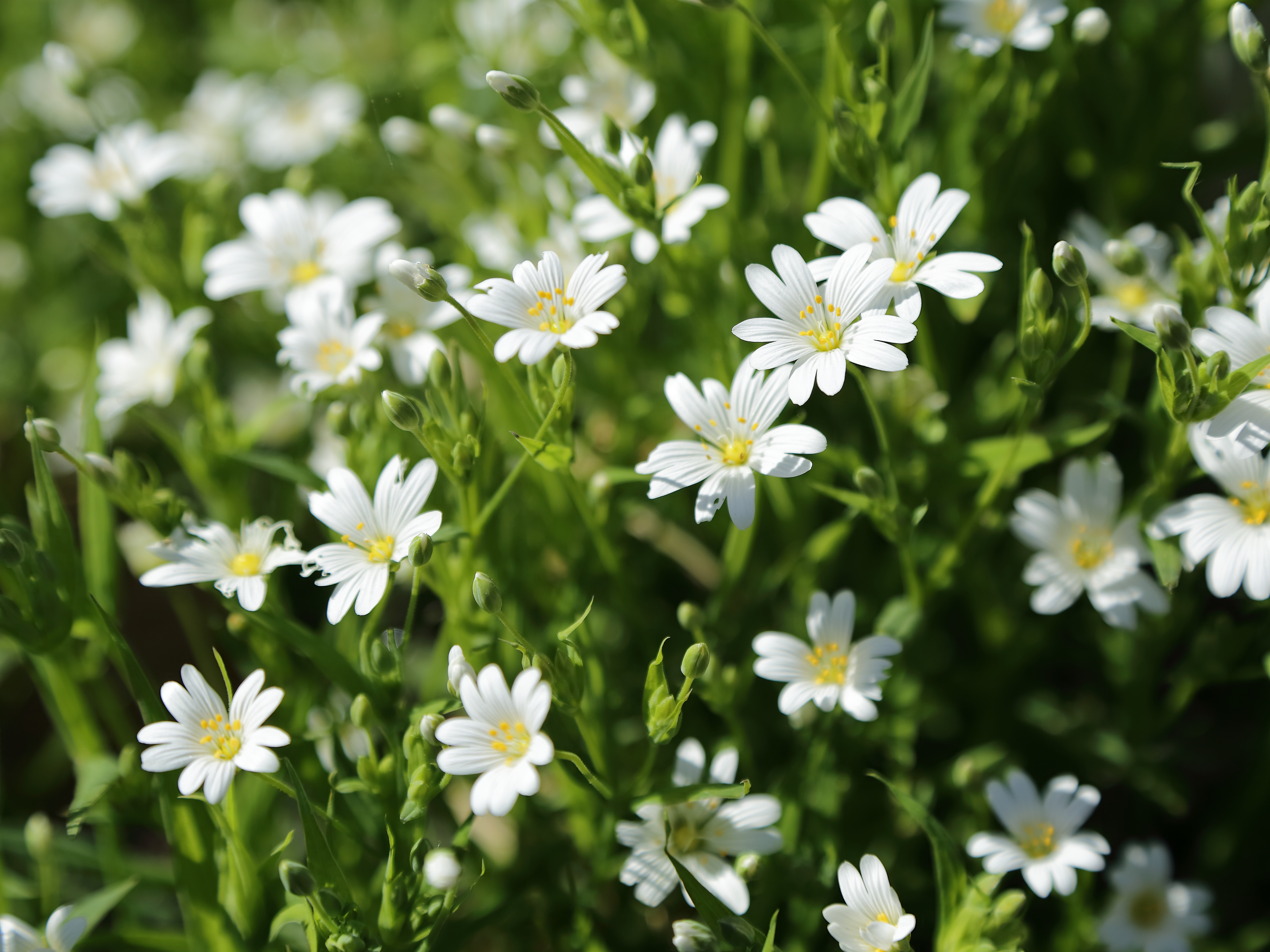
Trs květů
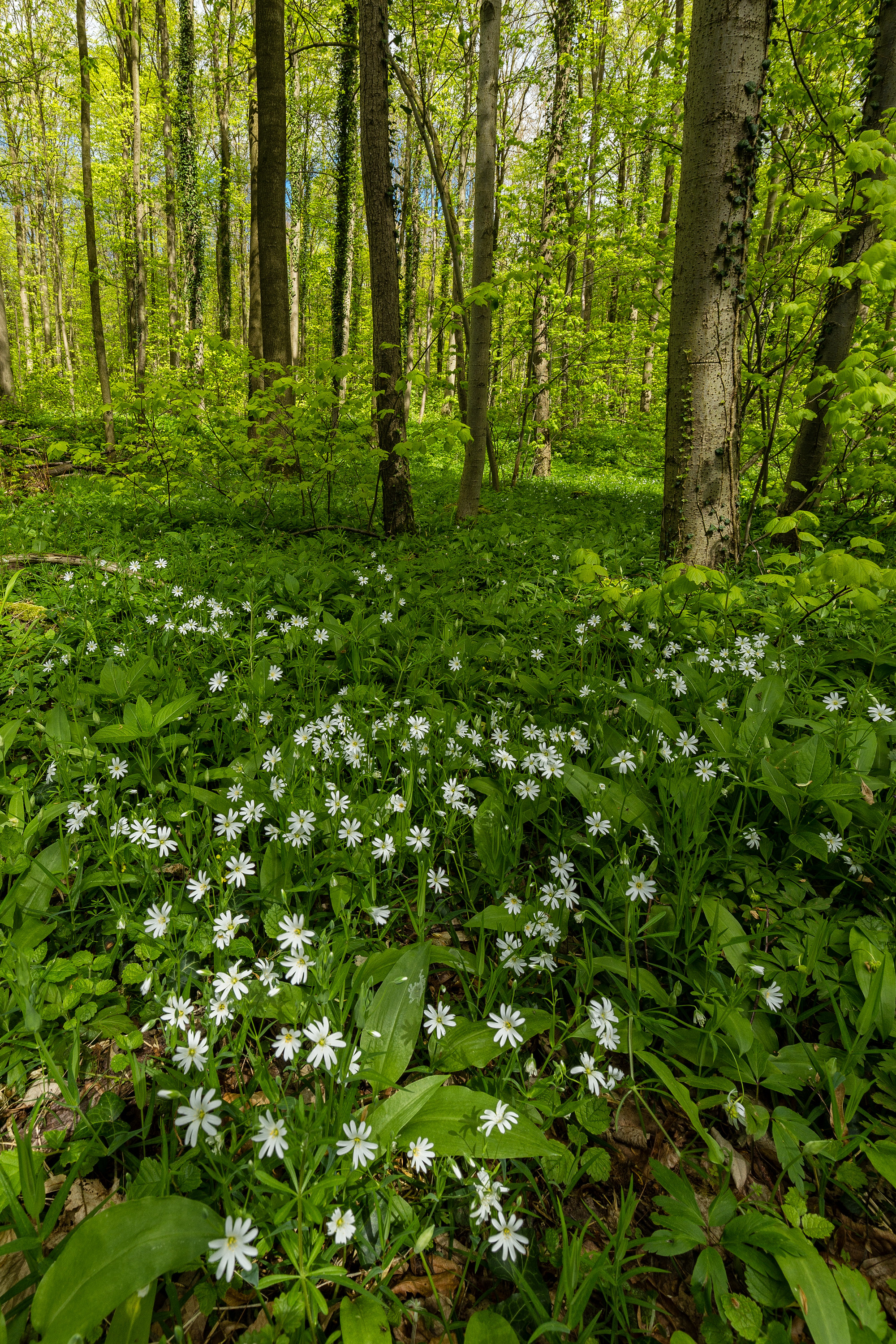
Lesní podrost
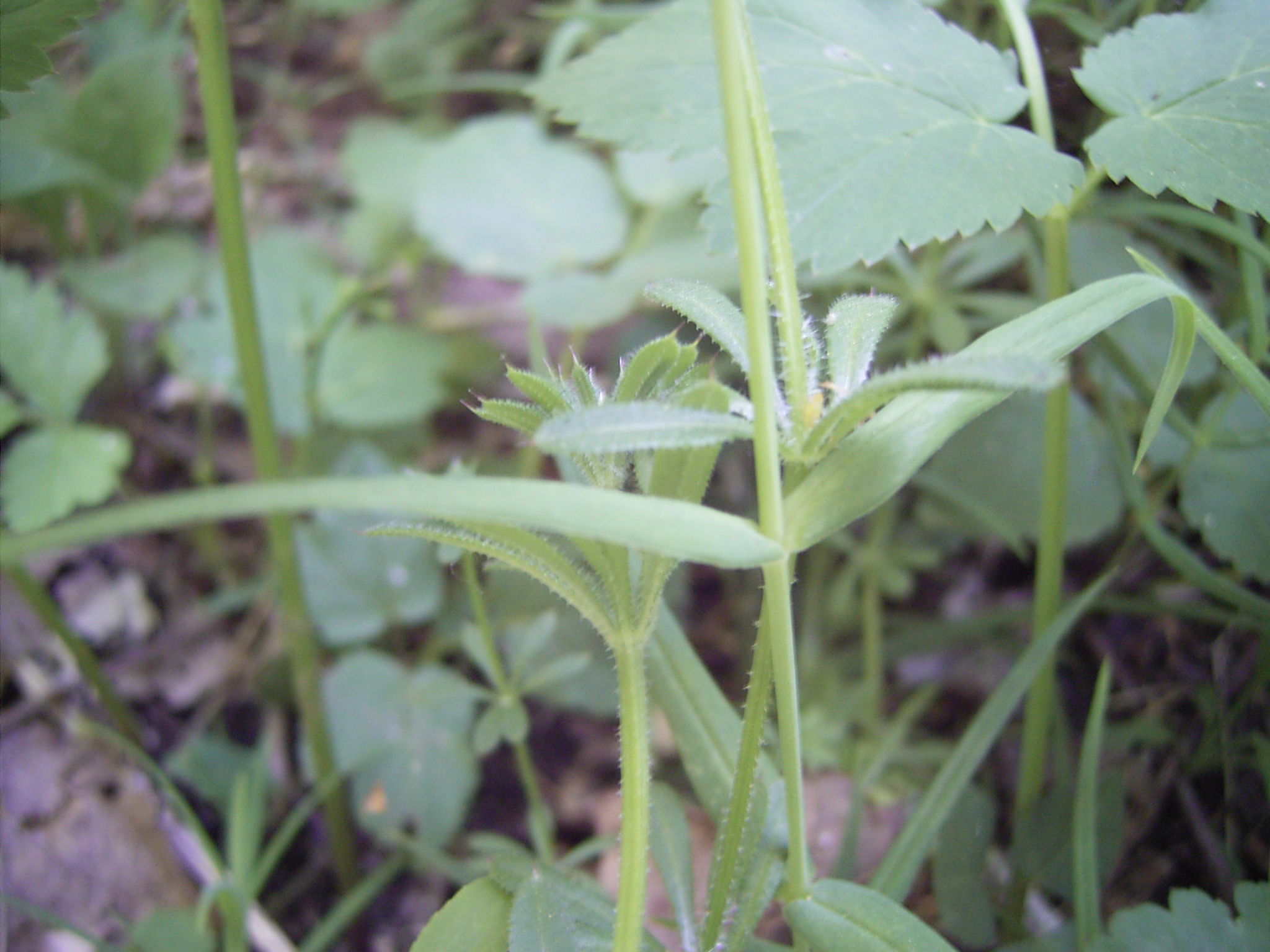
Detail listu
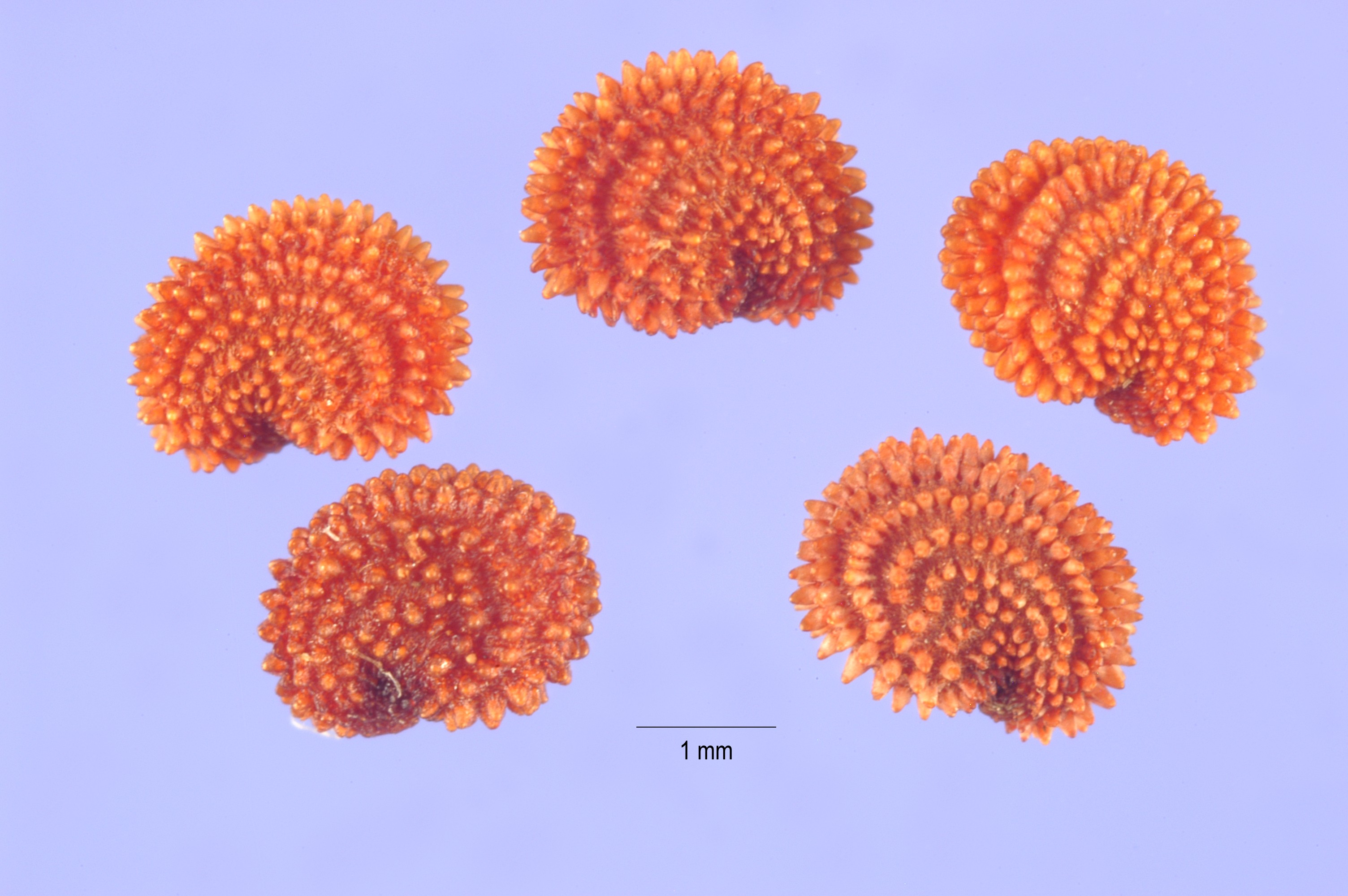
Semena rostliny
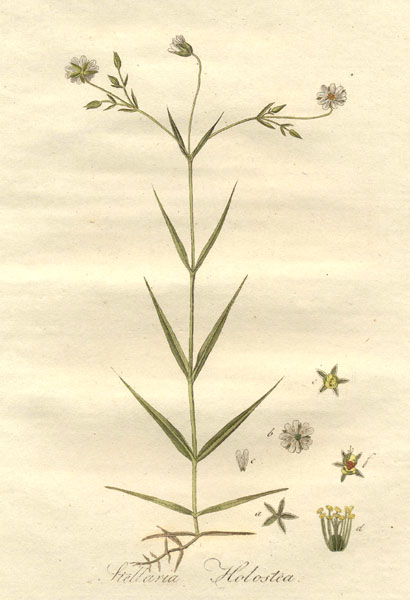
Botanická ilustrace